# Sam Howes
Samuel Howes, né le 10 novembre 1997, est un footballeur anglais qui évolue au poste de gardien de but à Leyton Orient

## Biographie
Avec la sélection anglaise, il remporte le championnat d'Europe des moins de 17 ans 2014, en battant les Pays-Bas en finale.

## Palmarès
- Vainqueur du championnat d'Europe des moins de 17 ans 2014 avec l'équipe d'Angleterre.